# Pemphigus populiramulorum
Pemphigus populiramulorum är en insektsart som beskrevs av Riley, C.V. 1879. Pemphigus populiramulorum ingår i släktet Pemphigus och familjen långrörsbladlöss. Inga underarter finns listade i Catalogue of Life.